# Jaap van Lagen

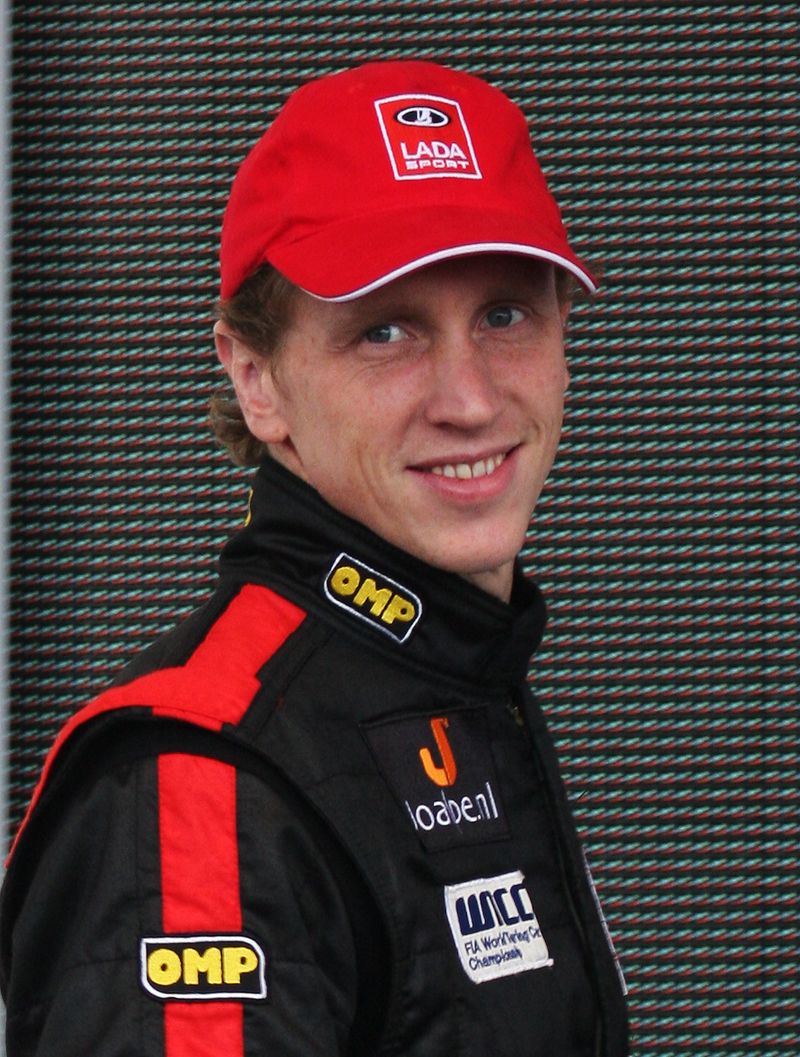
Jaap van Lagen (2009)

Jaap van Lagen (* 22. Dezember 1976 in Ede) ist ein niederländischer Rennfahrer.

## Karriere
Van Lagen begann seine Motorsportkarriere 1999 im niederländischen Citroën Saxo Cup und gewann auf Anhieb die Vizemeisterschaft. 2000 wechselte er in den Formelsport und wurde Neunter in der Benelux Formel Ford sowie Zehnter in der niederländischen Formel Ford. 2001 blieb er in der Benelux Formel Ford und gewann den Meistertitel, obwohl er nur eins von zwölf Rennen für sich entscheiden konnte. Ein Jahr später konnte er die Meisterschaft, diesmal mit sieben Siegen, verteidigen und sicherte sich zudem den Titel der niederländischen Formel Ford. Darüber hinaus nahm er an zwei Rennen der deutschen Formel-3-Meisterschaft teil. 2003 trat er in der deutschen Formel Volkswagen an und gewann 8 von 14 Rennen, mit deren Hilfe er den Meistertitel gewann.
2004 wechselte er in den Formel Renault V6 Eurocup und beendete die Saison mit einem Sieg auf dem siebten Gesamtrang. 2005 ging er für Witmeur KTR als Teamkollege von Tristan Gommendy in der World Series by Renault an den Start. Während sein Teamkollege mit einem Sieg Vierter wurde, belegte van Lagen mit einem zweiten Platz als bestes Resultat den neunten Gesamtrang. 2006 nahm van Lagen für Comtec Racing nur an drei Rennwochenenden der World Series by Renault teil und erreichte den 28. Platz im Gesamtklassement. Sein Hauptaugenmerk lag in dieser Saison allerdings auf dem Mégane Trophy Eurocup, in dem er den Meistertitel gewann.

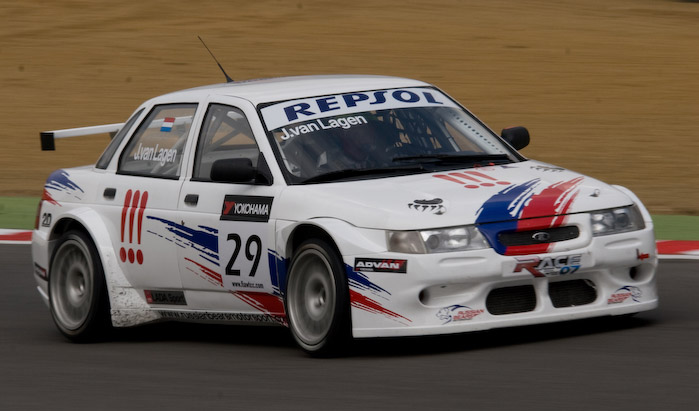
van Lagen im Lada 110 in der Tourenwagen-Weltmeisterschaft 2008

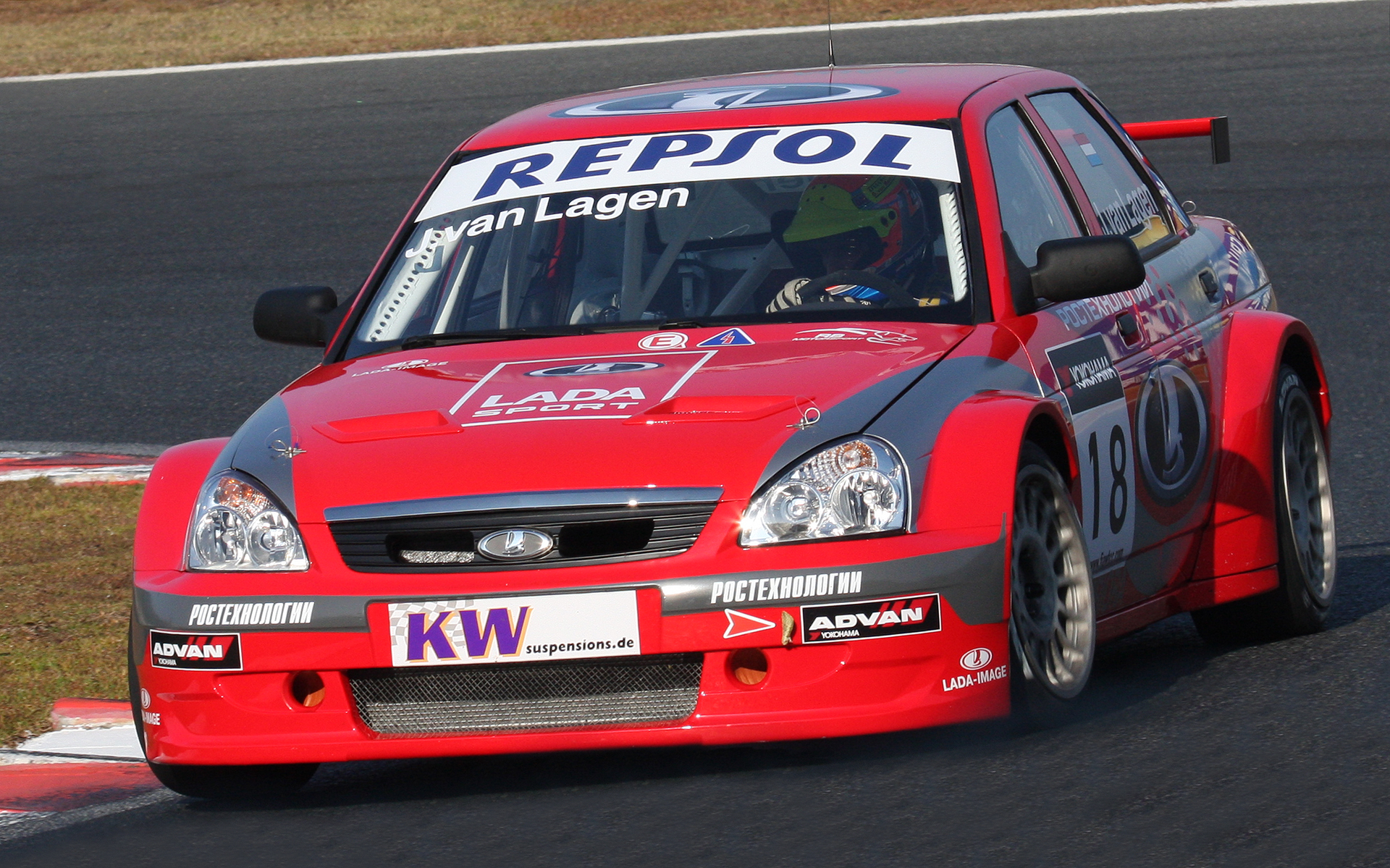
van Lagen im Lada Priora in der Tourenwagen-Weltmeisterschaft 2009

2007 nahm der Niederländer für verschiedene Teams erneut an drei Rennwochenenden der World Series by Renault teil und wurde abermals 28. in der Meisterschaft. Außerdem startete er zu sechs Rennen im Porsche Supercup und belegte den 14. Gesamtrang. 2008 nahm er an der kompletten Saison im Porsche Supercup teil und entschied ein Rennen für sich. In der Gesamtwertung erreichte er den siebten Rang. Außerdem gab er in der Saison 2008 für Russian Bears Motorsport sein Debüt in der Tourenwagen-Weltmeisterschaft. Mit dem unterlegenen Lada 110 war er jedoch nicht konkurrenzfähig und blieb ohne Punkte.
2009 blieb van Lagen in der Tourenwagen-Weltmeisterschaft. Seine Situation besserte sich erst, als sein inzwischen werksunterstütztes Team ihm im letzten Saisondrittel den neuen Lada Priora zur Verfügung stellte. In Oschersleben befand van Lagen sich erstmals in aussichtsreicher Position auf WM-Punkte, jedoch wurde er in der letzten Kurve auf Platz fünf liegend von Nicola Larini ins Kiesbett befördert. Als van Lagen sich in Okayama erneut in den Punkterängen befand, verhinderte ein technischer Defekt seine ersten Punkte. Somit beendete van Lagen die Saison erneut punktelos. Im Frühjahr 2010 zog Lada sein Werksengagement in der Tourenwagen-Weltmeisterschaft unangekündigt zurück, obwohl van Lagen bereits einen Vertrag für die kommende Saison hatte. Er musste die Tourenwagen-Weltmeisterschaft deswegen verlassen und erhielt im Porsche Supercup ein neues Cockpit für die Saison 2010. Van Lagen beendete die Saison mit einem zweiten Platz als bestes Resultat auf dem vierten Gesamtrang. Außerdem gab er in der Superleague-Formula-Saison 2010 sein Debüt in der Superleague Formula und nahm an einem Rennwochenende teil.
Für die Premiere auf der Nordschleife des Nürburgrings bekam Jaap van Lagen für dieses Rennen einen Vertrag vom Lada-Werksteam in der Tourenwagen-Weltmeisterschaft 2015. Er ersetzte bei diesem Rennen seinen ehemaligen britischen Teamkollegen James Thompson, der aus gesundheitlichen Gründen nicht starten durfte. Während er beim ersten Lauf knapp hinter der deutschen Sabine Schmitz Elfter wurde, konnte er beim zweiten Lauf vom letzten Platz bis auf Rang 9 vorfahren. Dies waren auch seine ersten Punkte in der WTCC. Danach startete er noch beim 24-Stunden-Rennen auf dem Nürburgring für das Black Falcon im Mercedes SLS GT3.
Nach dem Wochenende auf dem Nürburgring wurde er vom Lada-Team, auch für das Rennen auf dem Moskau Raceway verpflichtet.

## Statistik

### Karrierestationen

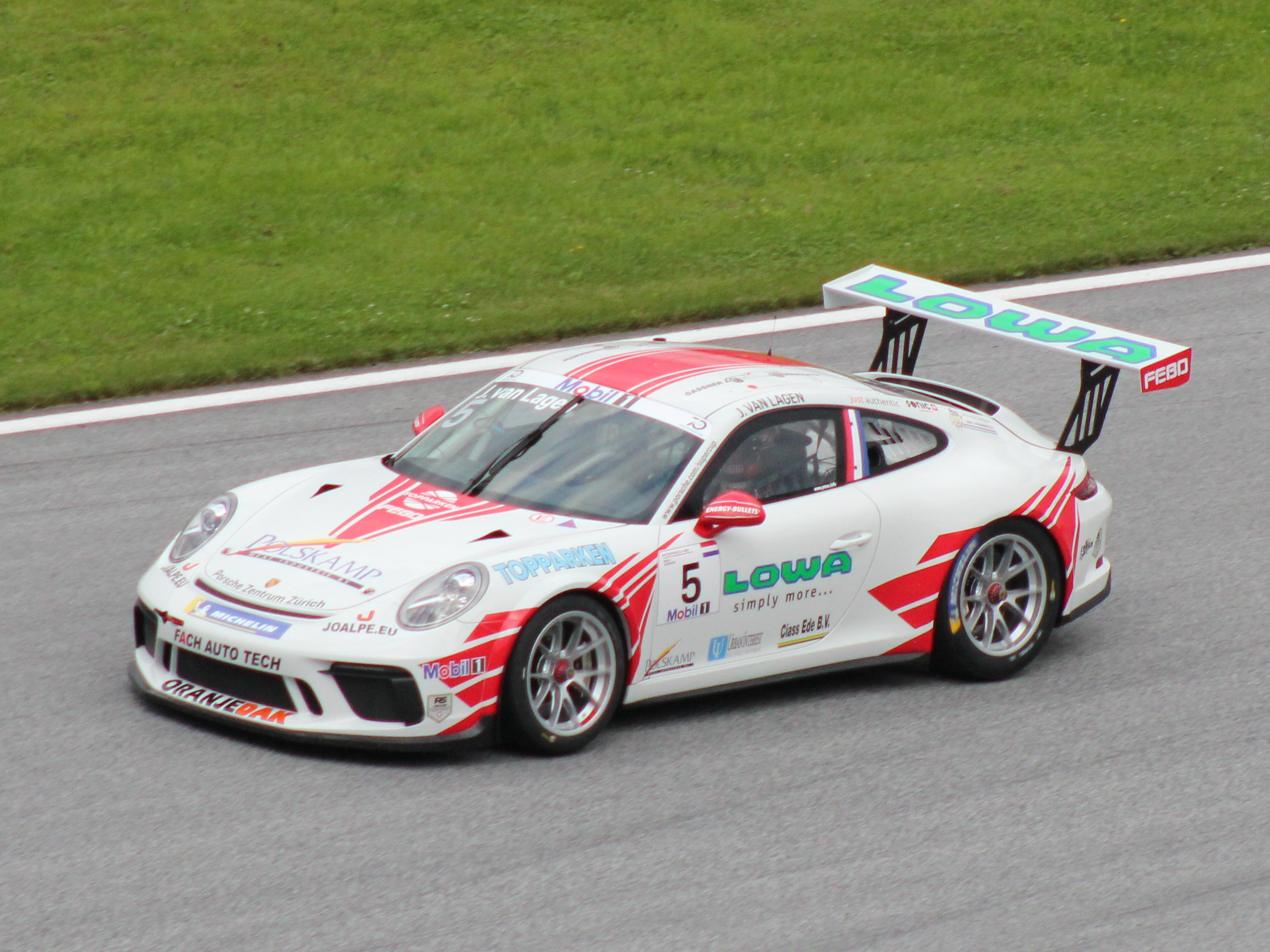
Jaap van Lagen beim Porsche Supercup-Rennen am Red Bull Ring 2018

- 1999: Niederländischer Citroën Saxo Cup (Platz 2)
- 2000: Benelux Formel Ford (Platz 9); niederländische Formel Ford (Platz 10)
- 2001: Benelux Formel Ford (Meister)
- 2002: Benelux Formel Ford (Meister); niederländische Formel Ford (Meister)
- 2003: Deutsche Formel Volkswagen (Meister)
- 2004: Formel Renault V6 Eurocup (Platz 7)
- 2005: World Series by Renault (Platz 9)
- 2006: World Series by Renault (Platz 28); Mégane Trophy Eurocup (Meister)
- 2007: World Series by Renault (Platz 28); Porsche Supercup (Platz 14)
- 2008: Tourenwagen-Weltmeisterschaft; Porsche Supercup (Platz 7)
- 2009: Tourenwagen-Weltmeisterschaft
- 2010: Porsche Supercup (Platz 4); Superleague Formula
- 2015: Tourenwagen-Weltmeisterschaft

### Le-Mans-Ergebnisse
| Jahr | Team                 | Fahrzeug            | Teamkollege   | Teamkollege  | Platzierung | Ausfallgrund |
| ---- | -------------------- | ------------------- | ------------- | ------------ | ----------- | ------------ |
| 2011 | Prospeed Competition | Porsche 997 GT3 RSR | Marc Goossens | Marco Holzer | Rang 23     |              |